# 시에라리온 내전
시에라리온 내전(Sierra Leone Civil War)은 1991년부터 2002년까지 시에라리온에서 일어난 내전이다.
1991년 3월 23일 라이베리아의 찰스 테일러의 지원을 받은 혁명 연합 전선이 조지프 사이두 모모 정부의 전복을 시도하면서 벌어졌다. 1992년 4월에는 시에라리온 동부와 남부에 걸친 시에라리온 정부의 다이아몬드 생산 체계가 붕괴하면서 혁명 연합 전선이 쿠데타를 일으켰다.
1993년 말에는 시에라리온 정부군이 라이베리아 국경 지대에 대한 통제권을 회복했지만 혁명 연합 전선과의 전투는 계속되었다. 1995년 3월에는 남아프리카 공화국의 민간 군수 회사인 이그제큐티브 아웃컴스(Executive Outcomes)가 혁명 연합 전선을 격퇴하기 위해 시에라리온 정부군을 지원했다. 1996년 3월에는 시에라리온에 민간 정부가 수립되었고 1996년 11월 30일에는 코트디부아르 아비장에서 아비장 평화 협정이 체결되었다.
1997년 5월에는 시에라리온 정부군 장교들이 쿠데타를 일으키면서 군사 혁명 평의회를 수립했다. 혁명 연합 전선은 군사 혁명 평의회와 함께 시에라리온의 수도인 프리타운에서 소규모 저항을 벌였다. 군사 혁명 평의회의 수반이었던 조니 폴 코로마가 시에라리온 정부군을 상대로 전쟁을 선포하면서 내전의 규모는 확대되기에 이른다. 이 과정에서 광범위한 약탈, 강간, 살인이 벌어졌다.
서아프리카 경제 공동체 감시단이 프리타운에 입성한 뒤부터 분쟁 해결에 나섰고 1999년 1월에는 시에라리온 정부와 혁명 연합 전선 간의 평화 협상이 시작되었다. 1999년 3월 27일에는 토고 로메에서 로메 평화 협정이 체결되었다. 그렇지만 시에라리온의 다이아몬드 광산 통제, 시에라리온의 무장 세력들에 대한 유엔의 무장 해제 감시 과정은 침체되었고 2000년 5월에는 반란군이 프리타운을 점령하게 된다.
영국을 비롯한 영국 연방 회원국들은 영국의 옛 식민지였던 시에라리온에서 일어난 무력 분쟁에 개입했고 아마드 테잔 카바 정부를 지원하게 된다. 영국 연방의 지원을 받은 시에라리온 정부군은 마침내 프리타운을 탈환하게 된다. 2002년 1월 28일에 아마드 테잔 카바 대통령은 시에라리온 내전이 종전되었음을 선언했다.

## 같이 보기
- 제2차 콩고 전쟁
- 제2차 라이베리아 내전